# Aphnaeus tytleri
Aphnaeus tytleri är en fjärilsart som beskrevs av Riley 1932. Aphnaeus tytleri ingår i släktet Aphnaeus och familjen juvelvingar. Inga underarter finns listade i Catalogue of Life.